# Ville Pokka
Ville Pokka (3 de junho de 1994) é um jogador de hóquei no gelo finlandês.
Pokka jogou com Kärpät na SM-Liiga durante a temporada 2010-11. Ele foi selecionado em 23º no geral por Avangard Omsk no KHL Junior Draft de 2012 e em 34º no geral pelo New York Islanders no Draft de entrada da NHL de 2012. Como um agente livre restrito iminente com os Senators, Pokka optou por deixar a América do Norte concordando com um contrato de um ano com seu clube de draft russo KHL, Avangard Omsk, em 8 de maio de 2018. Nos Jogos Olímpicos de Inverno de 2022 em Pequim, conquistou a medalha de ouro no torneio masculino.